# 세나드 룰리치
세나드 루리치(보스니아어: Senad Lulić, 1986년 1월 18일 ~ )는 보스니아 헤르체고비나의 전 축구 선수이다.

## 수상
라치오
- 코파 이탈리아: 2012–13